# Зоня Бейбер
Марія Арізона Бейбер більш відома як Зоня Бейбер (англ. Zonia Baber; 24 серпня 1862 — 10 січня 1956) — американська науковець-географ та геолог. Стала відомою завдяки розвитку методів викладання географії. Її вчення визначило експериментально значення вивчення географії та геології через польові роботи та експерименти.

## Життєпис
Народилась Марія Арізона «Зоня» Бейбер у 1862 році в окрузі Едгар (штат Іллінойс). Оскільки після закінчення початкової школи у рідному містечку не було можливості продовжувати навчання, то Зоня Бейбер вирушила до сусіднього містечка Перис (штат Іллінойс), яке розташовувалось за 130 миль від її дому. Під час навчання у середній школі дівчина жила у свого рідного дядька. Після закінчення повної школи Бейбер обрала професію вчителя.
З 1886 року до 1888 року Зоня Бейбер працювала вчителем у приватній школі. Потім вона перейшла працювати до звичайної школи округу Кук (зараз Чиказький державний університет), в якій з 1890 року до 1899 року обіймала посаду начальника відділу географії. Бейбер викладала структурну географію, історію та природничі науки. Її дисципліни були зосереджені на географії, континентальному дослідженні, метеорології та математичній географії. Під час вчителювання вона також брала уроки геології в освітньому закладі, який приймав на навчання жінок. У 1904 році Зоня Бейбер отримала ступінь бакалавра наук.
З 1901 року до 1920 року Зоня Бейбер працювала доцентом на кафедрі географії та геології Чиказького університету. У той самий час вона була директором лабораторії в школі при Чиказькому університеті.
Зоня Бейбер під час вчителювання поліпшувала навчальні посібники, зокрема заміняла застарілі терміни та визначення на нові. А також заохочувала студентів до використання та застосування методу польових робіт, походів та екскурсій, бо вважала, що це краще ніж запам’ятовувати «сухий» матеріал. Її методи викладання географії застосовуються в школах й сьогодні.
У 1920 році Бейбер опублікувала «Пропозицію про перейменування сонячних кіл у журналі географії». Північні та південні сонячні тропіки, що традиційно називаються Тропіком Козорога та Тропіком Рака, Бейбер запропонувала замінити на Південний тропік і Північний тропік відповідно. Сьогодні обидва терміни приймаються у світі географії, хоча офіційної зміни не було зроблено.

## Громадська діяльність
У 1898 році Зоня Бейбер стала співзасновницею Чиказького географічного товариства. Протягом 50 років дослідниця була президентом цього товариства. У 1948 року вона отримала нагороду за багаторічну діяльність Географічного товариства.
Протягом усього життя Зоня Бейбер боролась за права жінок. Вона була феміністкою та антиімпералісткою. Сексизм, расизм та нетерпимість – основні соціальні питання, на які дослідниця витрачала свої зусилля та до яких привертала увагу громадськості. Вона була прихильницею виборчого права для жінок в США.
Зоня Бейбера очолювала Жіночу міжнародну лігу за мир та свободу, а також була членом виконавчого комітету Національної Асоціації з розвитку чиказького відділення кольорових людей і головою расових відносин Чиказького жіночого клубу.
Займаючись викладацькою та волонтерською діяльністю, Бейбер багато подорожувала. Вона брала участь в міжнародних конференціях та заходах. У 1926 році дослідниця у складі делегації Жіночої міжнародної ліги за мир та свободу побувала на Гаїті.

## Внесок

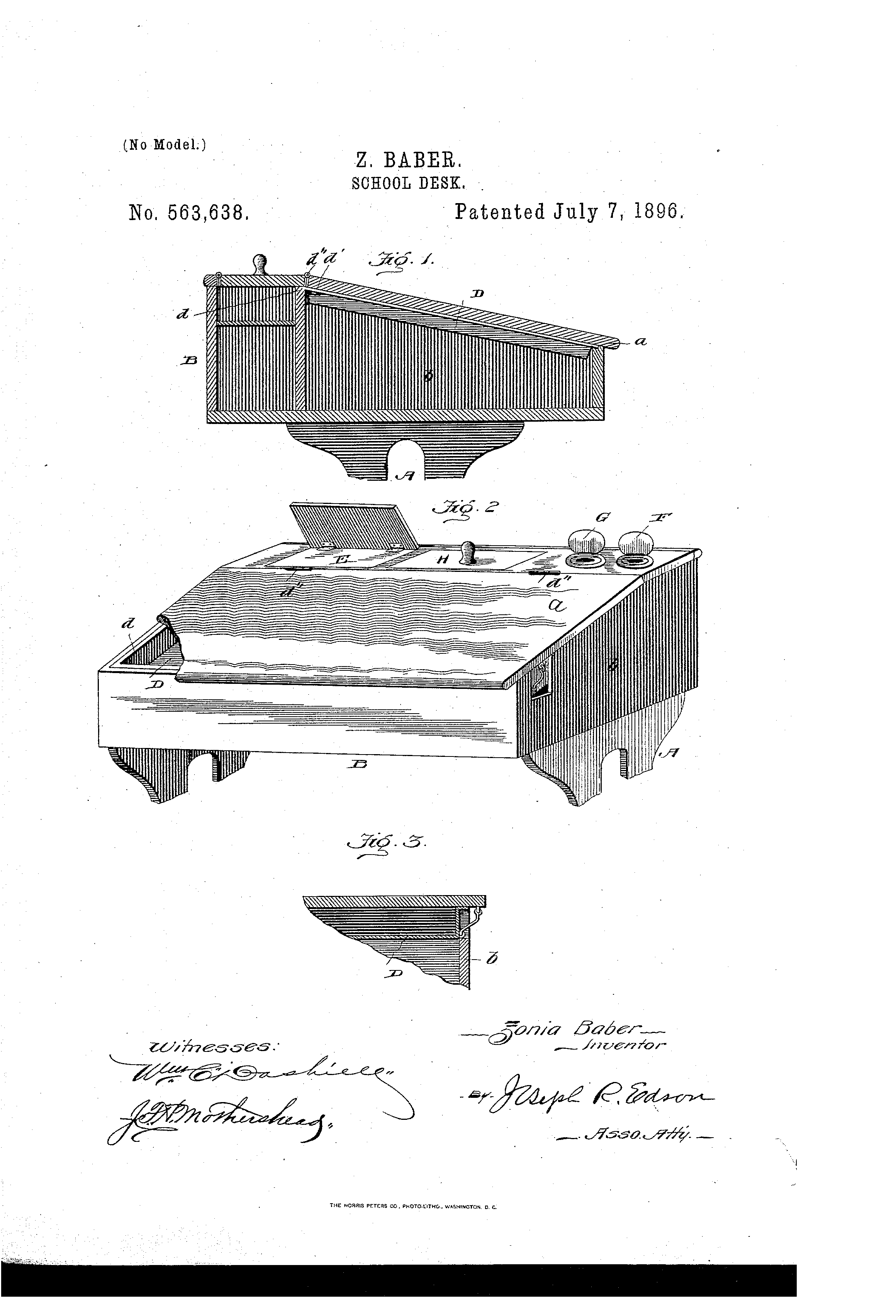
Дизайн шкільної парти, запатентований Бейбер, 1896 р.

У 1896 році Зоня Бейбер розробила нову шкільну програму з особливостями викладання географії та інших шкільних дисциплін. Зокрема, дослідниця запропонувала використовувати лотки та відсіки для зберігання навчальних матеріалів, щоб ті були у студентів завжди під рукою.

## Обрані роботи[11]

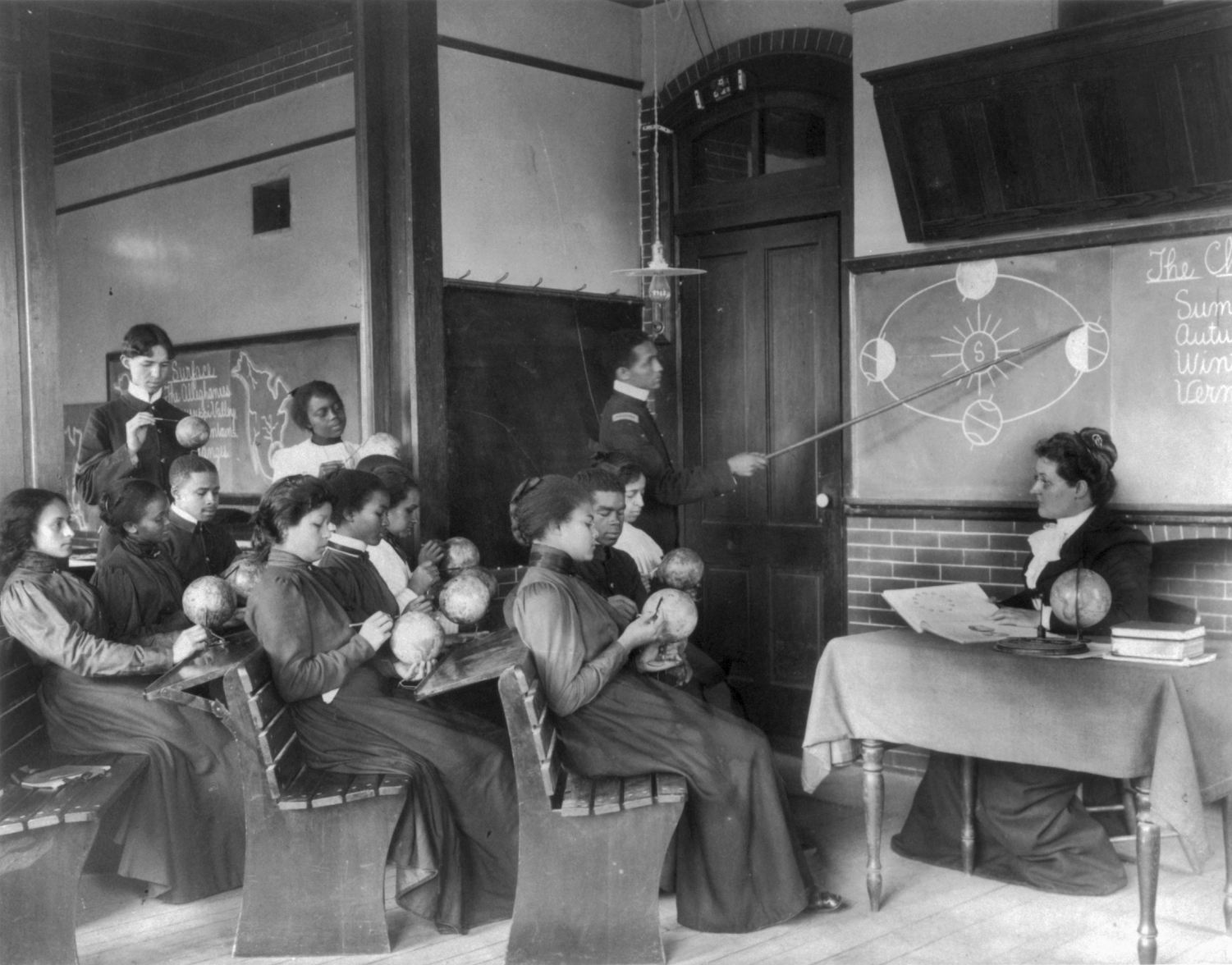
Урок географії, 1899 р.

- (with Wallace W. Atwood) 'Geography,' The Elementary School Teacher and Course of Study 1, p. 42 (1900).
- (with Wallace W. Atwood) 'Geography,' The Elementary School Teacher and Course of Study 1, p. 130 (1900).
- (with Wallace W. Atwood) 'Geography,' The Elementary School Teacher and Course of Study 1, p. 183 (1900).
- (with Wallace W. Atwood) 'Geography,' The Elementary School Teacher and Course of Study 1, p. 284 (1900).
- 'Geography,' The Elementary School Teacher and Course of Study 1, p. 788 (1901).
- 'Geography,' The Elementary School Teacher and Course of Study 2, p. 48 (1901).
- 'Geography,' The Elementary School Teacher and Course of Study 2, p. 108 (1901).
- 'Geography,' The Elementary School Teacher and Course of Study 2, p. 194 (1901).
- 'Geography,' The Elementary School Teacher and Course of Study 2, p. 346 (1902).
- 'Field work in the elementary school,' The Journal of Geography 4, p. 18 (1905).
- 'The scope of geography,' The Journal of Geography 4, p. 386 (1905).
- 'A lesson in Geography—From Chicago to the Atlantic,' The Elementary School Teacher 7, p. 458 (1907).
- 'The teaching of the geography of the continent of Eurasia,' The Elementary School Teacher 7, p. 519 (1907).
- 'Conservation of important geographical areas for educational purposes,' The Journal of Geography 11, p. 287 (1913).
- 'Lost opportunities in teaching geography,' The Journal of Geography 14, p. 296 (1916).
- 'The oceans: our future pastures,' The Scientific Monthly 3, p. 258 (1916).
- 'A proposal for renaming the solar circles,' The Journal of Geography 19, p. 245 (1920).
- (with E.G. Balch) 'Problems of education,' in Occupied Haiti, ed. E.G. Balch, NY: The Writer's Publishing Company, p. 93 (1927).
- 'Peace Symbols,' Chicago Schools Journal 18, p. 151 (1937).
- 'Moral Issues,' in The Negro Problems of the Community to the West, Report of the Commission on Intercommunity relationships of the Hyde Park-Kentwood Council of Churches and Synagogues, p. 28 (1940).
- Peace Symbols, Chicago: Women's International League for Peace and Freedom (1948).